# 覚王山日泰寺
覚王山日泰寺 （かくおうざん にったいじ） は、愛知県名古屋市千種区法王町にある超宗派の寺院である。

## 概要
タイ王国から寄贈された仏舎利（釈迦の遺骨）を安置するために、創建された。「覚王」とは、釈迦の別名。また「日泰」とは、日本とタイ王国を表している。
日泰寺には、その真正について考古学的な裏付けがされている仏舎利が納められている上、インドでそのような仏舎利が発掘され、タイ王国を経由して、その一部が日本へと譲られる1900年前後の過程では、真身舎利（真正仏舎利）への信仰や敬いに加え、安置場所などを巡る日本仏教界内の激しい争いもあり、日本国内で大きな話題となったが、現在における日泰寺の知名度は高いものではない。
一方、日本仏教界における特別な位置づけを反映し、真宗大谷派、浄土真宗本願寺派、曹洞宗等複数の宗派が合同で設けた超宗派の単立寺院であり、各宗派（現在19宗派が参加）の管長が、三年交代で住職を務めている。ただし境内北側に設置されている僧堂は、曹洞宗が管轄している。住職は宗派の違うお経を上げることもあるという。
真身舎利（真正仏舎利）は、本堂のある境内からやや離れた「奉安塔」の中に安置されている。ただ、一般参拝者の拝観が認められていないことは、自らの遺骨を通じ、人々の修行や功徳に向かう心を支えようとした仏陀の教えに反しているとの指摘もされている。
境内には真身舎利を日本に寄贈したラーマ5世の像もあり、在日タイ大使は誕生日に参拝するのが習わしになっている。また在日タイ人もしばしば参拝に訪れるという。
毎月21日に、境内と約600メートルの参道に日用雑貨、生鮮食品、外食の屋台が100店ほど出店して、多くの人で賑わう。

## 起源と歴史
- 1898年（明治31年） - 仏教開祖釈迦（ゴータマ・シッダルータ）の遺骨、真身舎利が発見される。インドのピプラーワー（英語版）村（仏陀の生まれたカピラヴァストゥの跡という説がある）において、イギリス人ウイリアム・C・ペッペによって水晶製の舎利容器が発掘され、古代文字の解読の結果判明。
- 1899年（明治32年） - 舎利が、英国からシャム国（現在のタイ王国）へ譲渡される。
- 1900年（明治33年） - 舎利が、シャム国国王ラマ五世（ラーマ5世）から日本国民へ贈られた。
- 1904年（明治37年） - 舎利と黄金の釈迦像を奉安するため、覚王山日暹寺（にっせんじ）として創建[新聞 1]。
- 1914年（大正3年） - 伽藍を整備。
- 1949年（昭和24年） - シャム国のタイ王国への改名に合わせて日泰寺に改名。

## 境内
文化財指定されている一部の建物を除き、本堂・普門閣・山門などほとんどの建物が鉄筋コンクリート造りである。境内の広さは、創建当時は約10万坪であったが、現在は約4万坪になっている。

### 本堂
1984年（昭和59年）に落成。魚津常義設計、竹中工務店施工。内部中央には1900年（明治33年）に真舎利と共にタイ政府より贈られた釈迦金銅仏が本尊として安置されている。本尊両脇に飾られた絵画は髙山辰雄の作品。

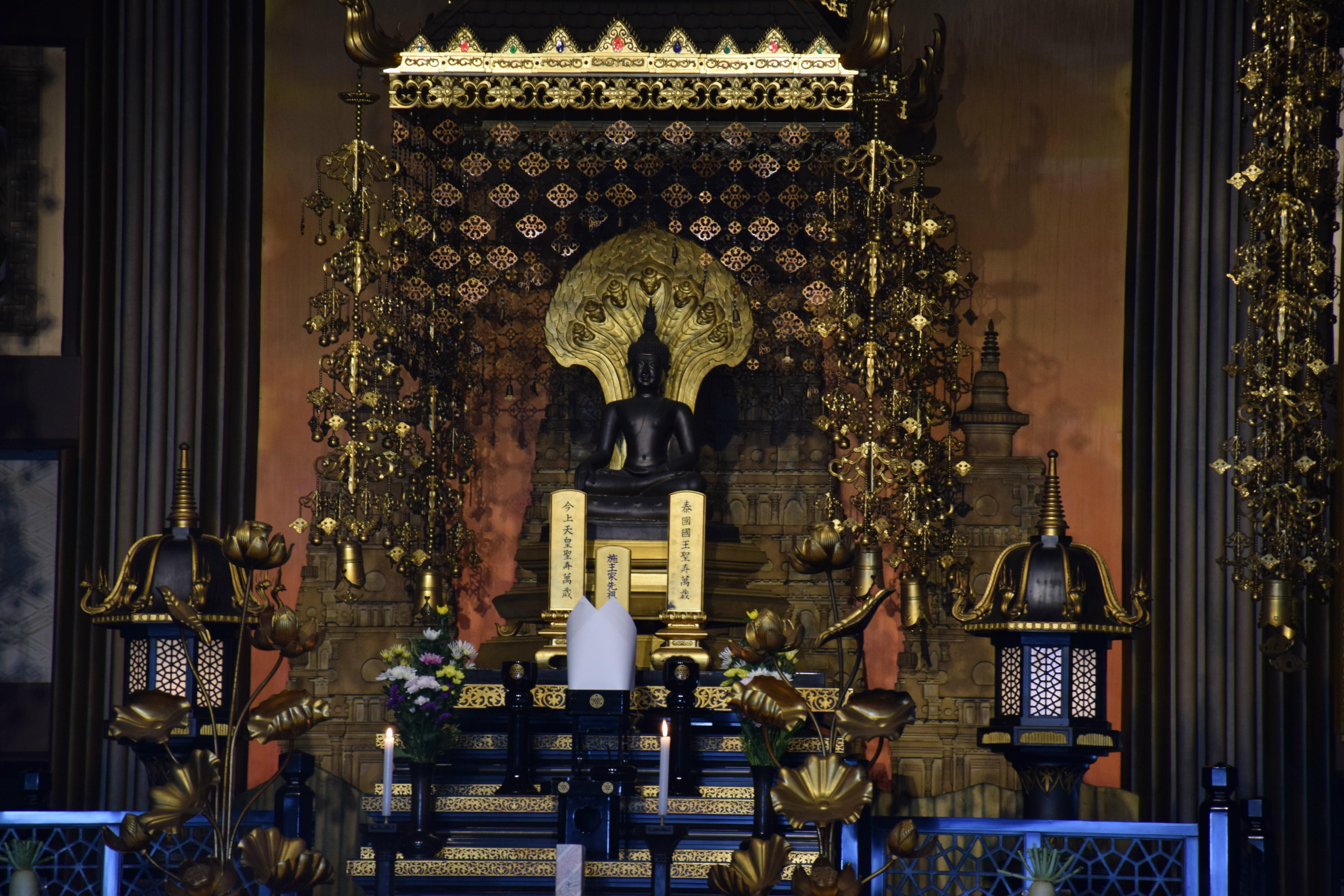
タイ国宝であった金銅釈迦如来像

### 普門閣
本堂西側にある巨大な祭事場（多目的会館）。

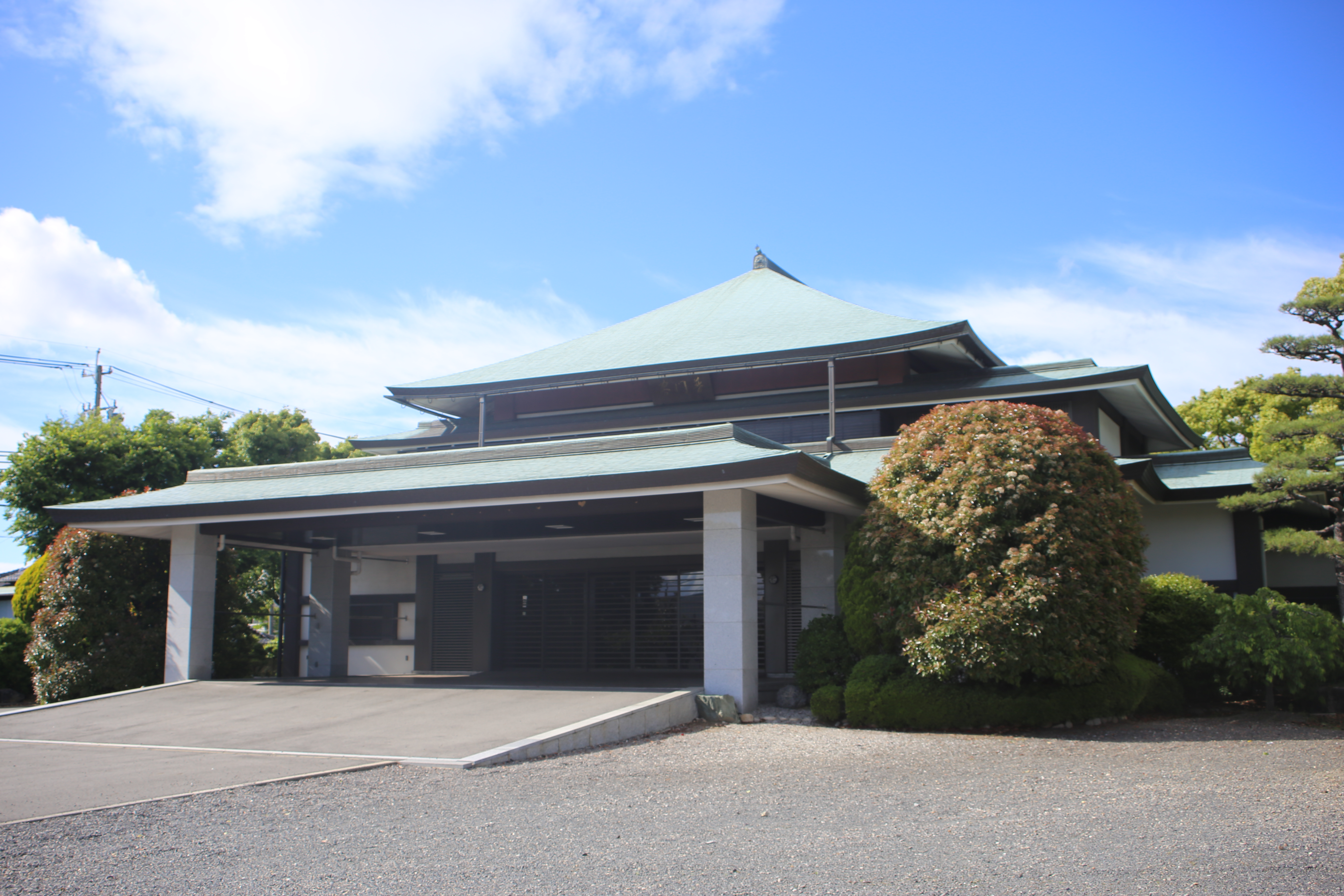
普門閣

### 五重塔
1997年（平成9年）建立 。高さ30メートル。瑠璃光寺（山口県）をモデルに製作された 。

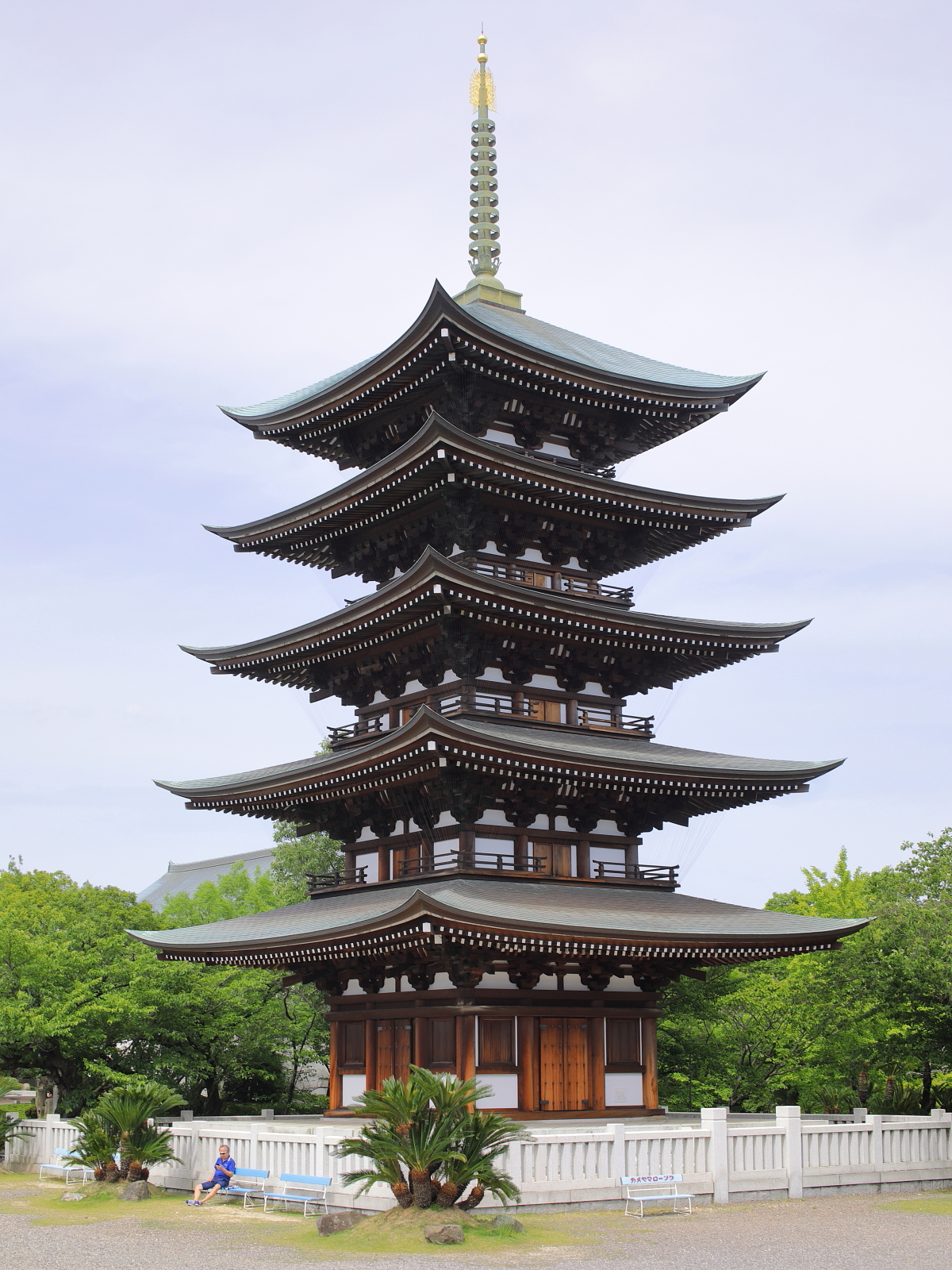
五重塔

### 山門
1986年（昭和61年）建立。左右に円鍔勝三作の阿難・迦葉像が納められている。

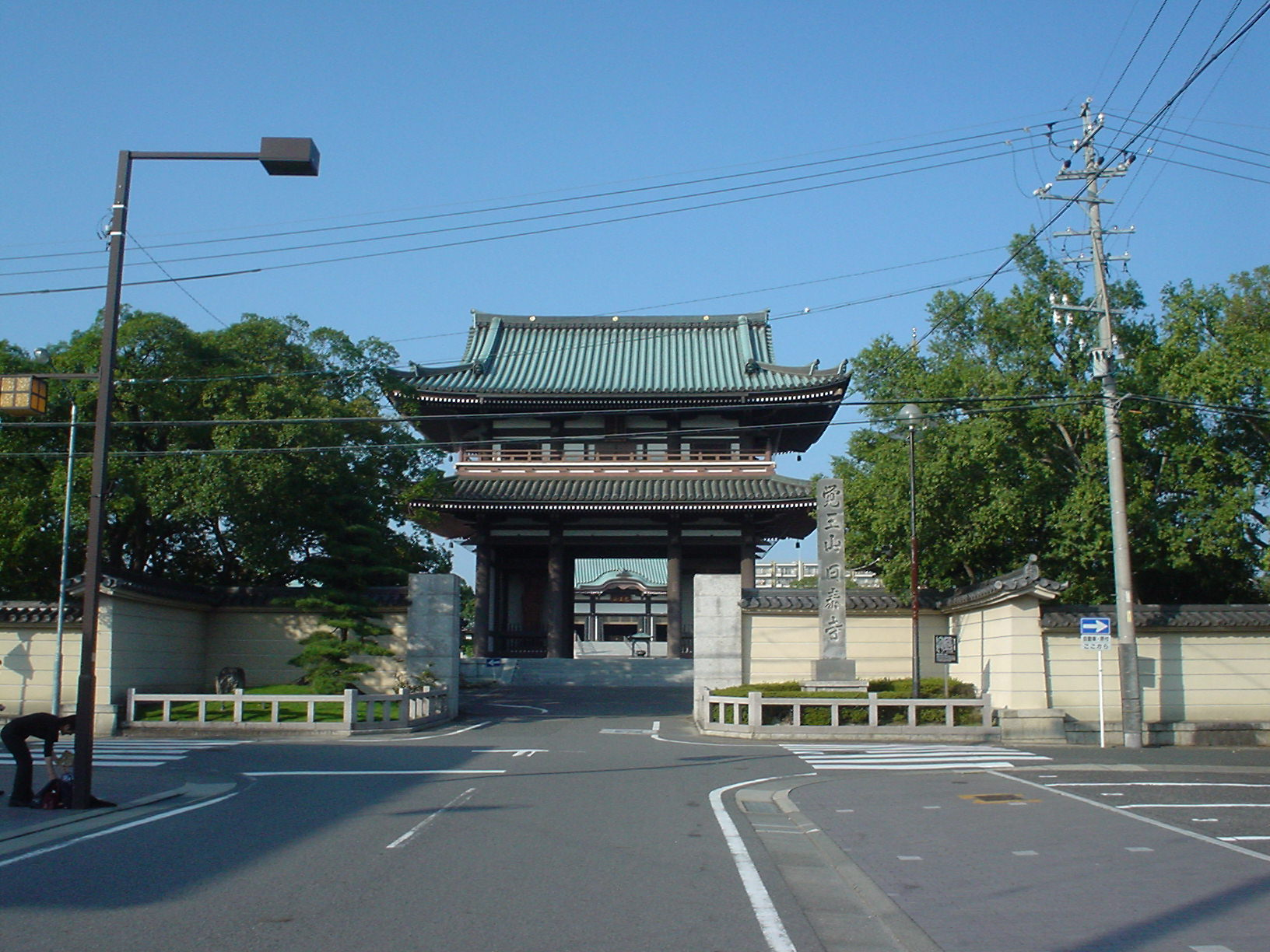
山門

### 鳳凰台
大書院。名古屋市指定文化財。非公開。

### 八相苑
鳳凰台の北側。下記の草結庵の移築に伴って造庭された近代的な枯池式日本庭園。非公開。

### 草結庵
名古屋市中区の長栄寺から昭和37年に移築された茶室。江戸中期の表千家の茶人、高田太郎庵好みと伝えられている。三畳台目、相伴席付の席で、構成は藪内家の燕庵とほぼ同一である。愛知県指定文化財。非公開。

### 同夢軒
上記の草結庵の移築の際、草結庵の副席として建てられた茶室。五畳台目。非公開。

### 僧堂
現在、曹洞宗の専門修行道場となっている。

### 奉安塔
真舎利を安置するため、1918年（大正7年）に建てられた。伊東忠太によりガンダーラ様式を模して設計された。東側には広大な墓地がある。愛知県指定文化財。真舎利は塔の中に、別の小さい塔に格納して塗りこめられている。塔に真舎利を出し入れするための扉などは当初から存在せず、奉安塔の設計図も消失してしまっているため、真舎利が塔のどの位置に格納されているのかさえ不明である。よって取り出す場合には塔自体を破壊するしかない。

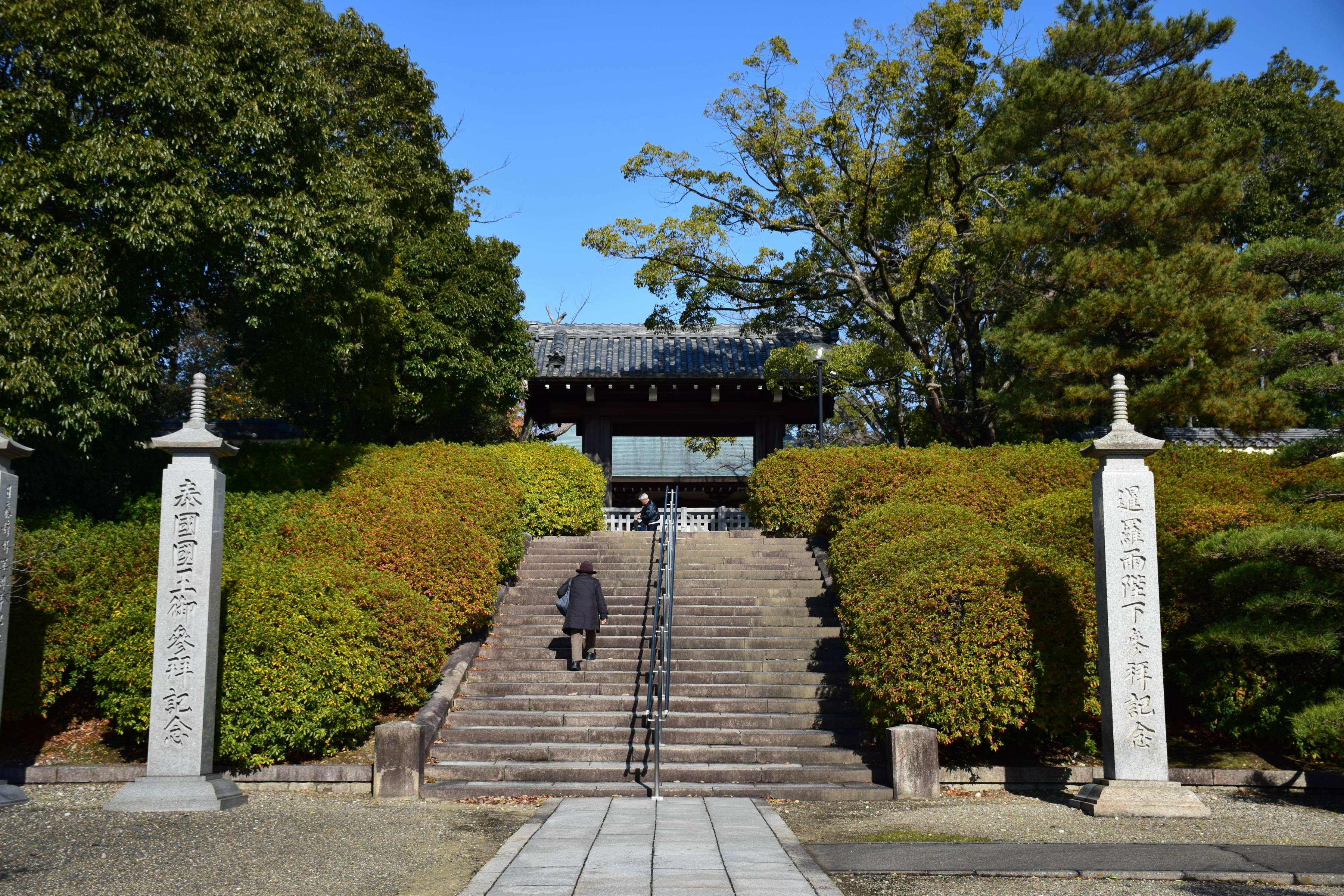
日泰寺奉安塔の通天門
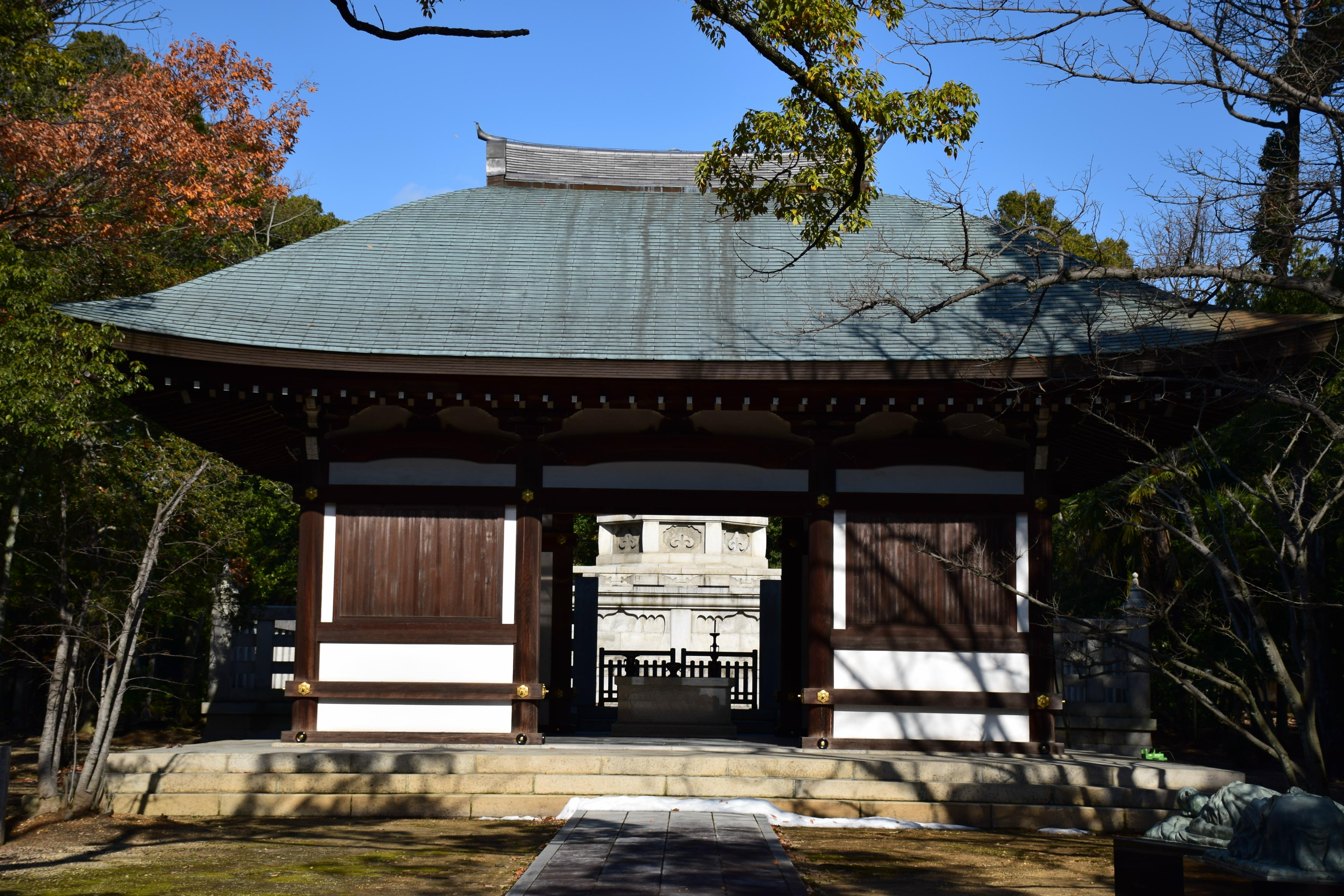
礼拝殿（奥に見えるのが奉安塔）

### 日清戦争戦没記念碑

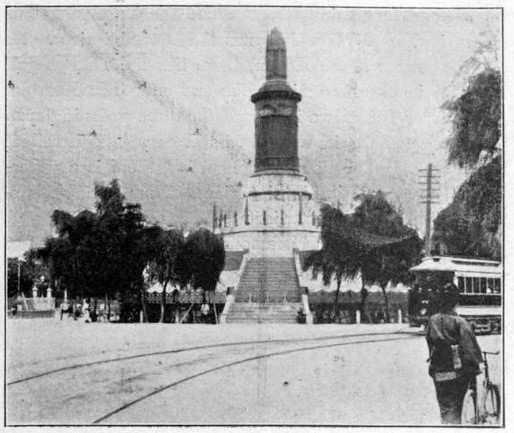
日清戦争戦没記念碑。700人を超える第三師団の戦死者の霊を慰めるため1900年に名古屋市街に建てられた。のちに日泰寺に移築。

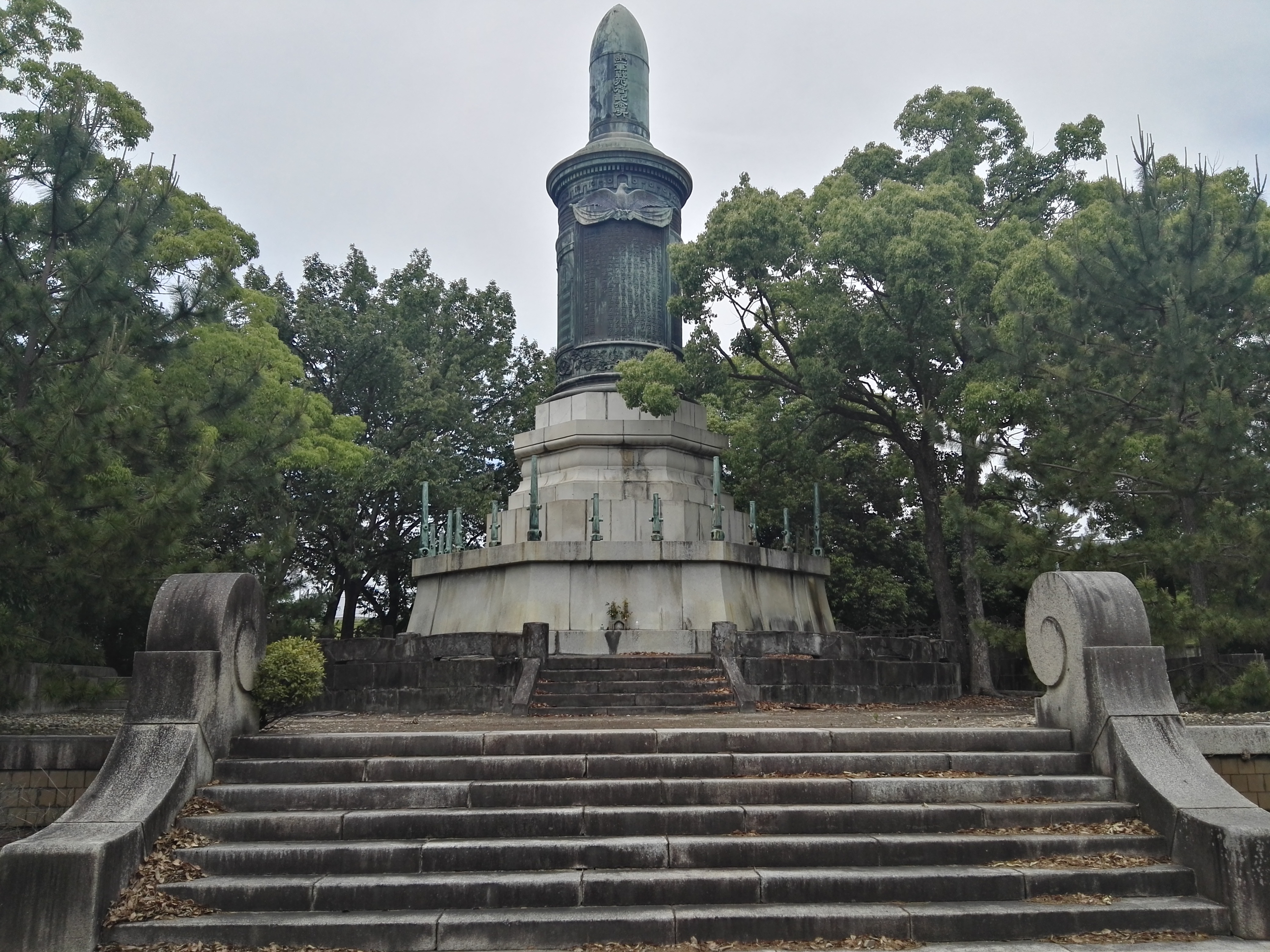
第一軍戦死者記念碑

## 文化財
愛知県指定文化財
- 草結庵
- 奉安塔(附:石門及び玉垣・設計図・礼拝殿・通天門・土塀)

名古屋市指定文化財
- 大書院鳳凰台

## 主な行事
- 毎月21日 - 縁日[WEB 8]
- 1月1日から3日 - 元旦祈祷[WEB 8]
  - 一般参拝客の参加はできない[WEB 8]。
- 3月15日 - 涅槃会[WEB 8]
  - 一般参拝客の参加はできない[WEB 8]。
- 3月下旬 - 春季彼岸会[WEB 8]
- 4月8日 - 灌仏会[WEB 8]（花祭り[WEB 9]）
- 6月15日 - 奉安記念法要[WEB 9][WEB 8]
  - 一般参拝客の参加はできない[WEB 8]。
- 8月13日から15日 - 盂蘭盆会[WEB 8]
- 8月24日 - 地蔵盆会[WEB 8]
- 9月下旬 - 秋季彼岸会[WEB 8]
- 10月23日 - チュラロンコン大王法要[WEB 8]
  - タイ大使館の主催により執り行われる[WEB 8]。一般参拝客の参加はできない[WEB 8]。
- 11月15日 - 奉遷記念法要[WEB 9][WEB 8]
  - 一般参拝客の参加はできない[WEB 8]。
- 12月8日 - 成道会[WEB 9][WEB 8]
- 12月31日 - 年末祈祷[WEB 8]
  - 一般参拝客の参加はできない[WEB 8]。

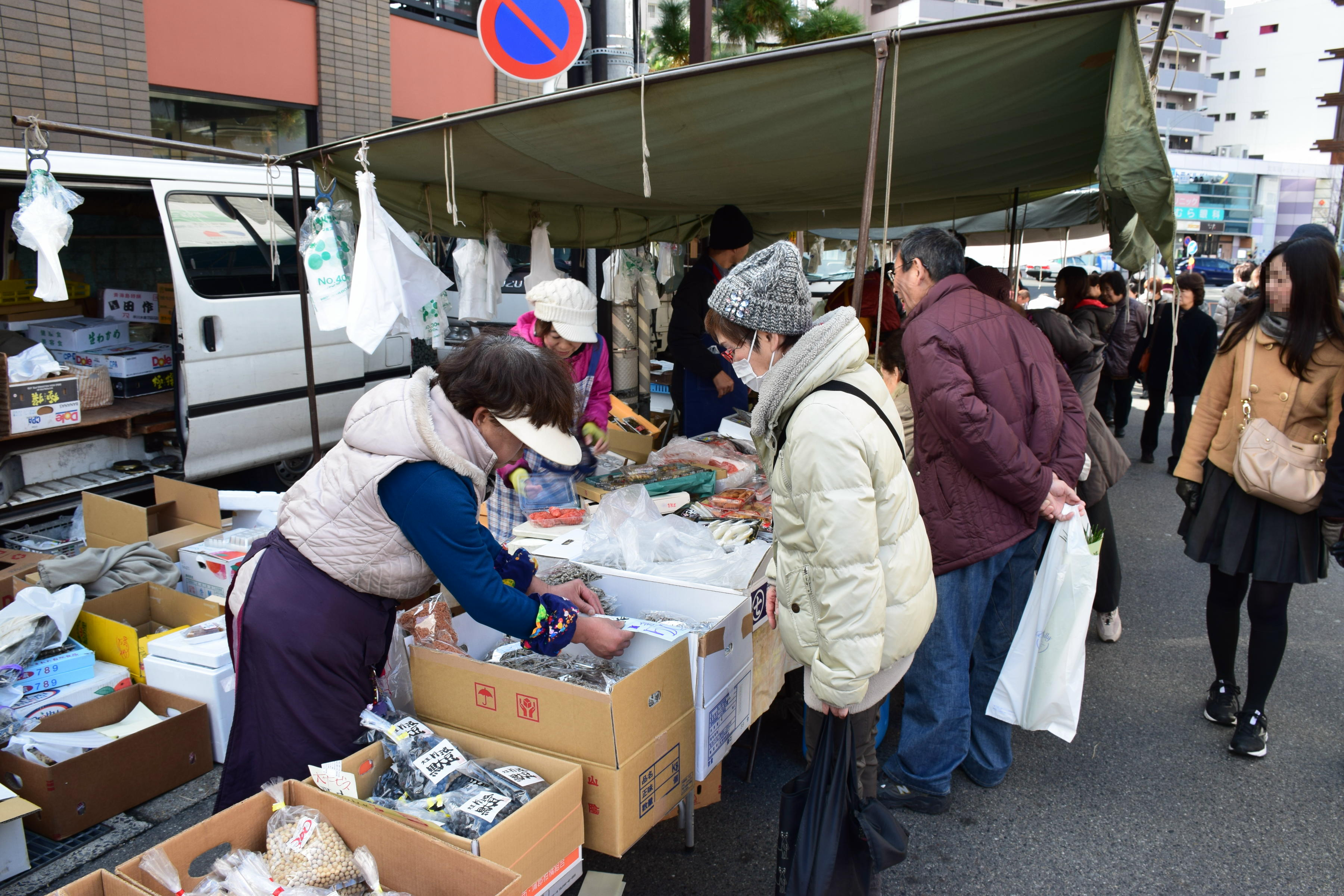
毎月21日の縁日
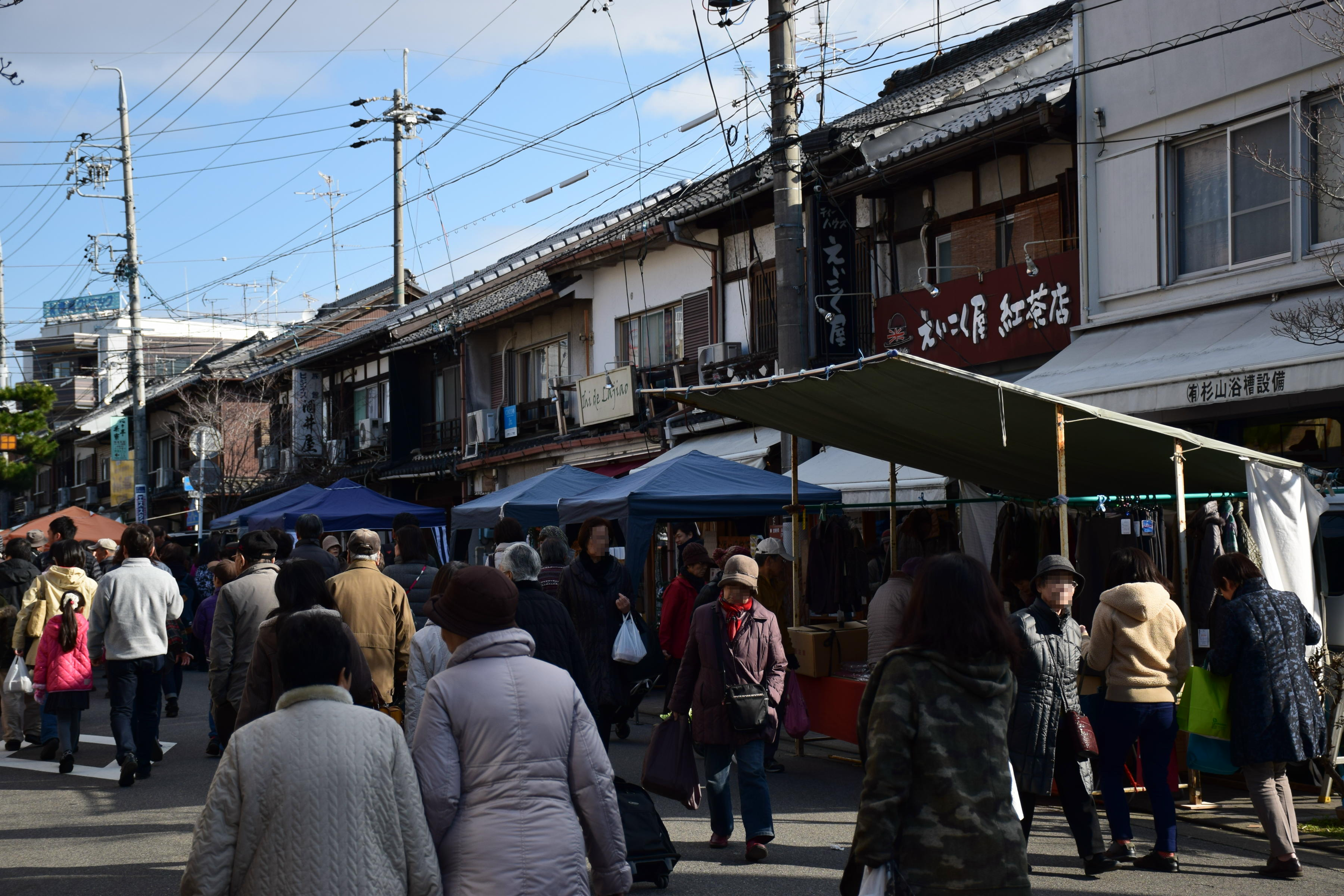
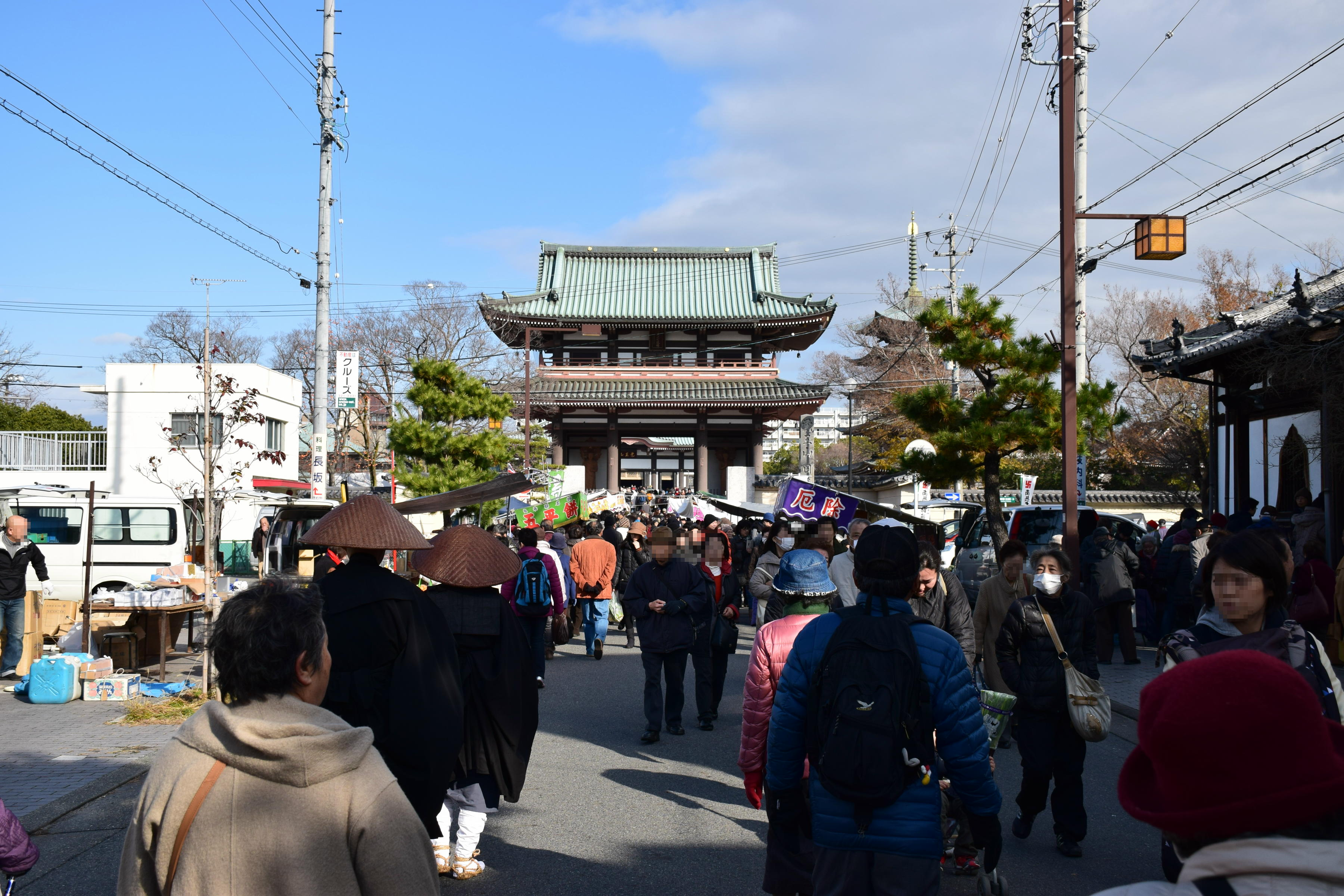
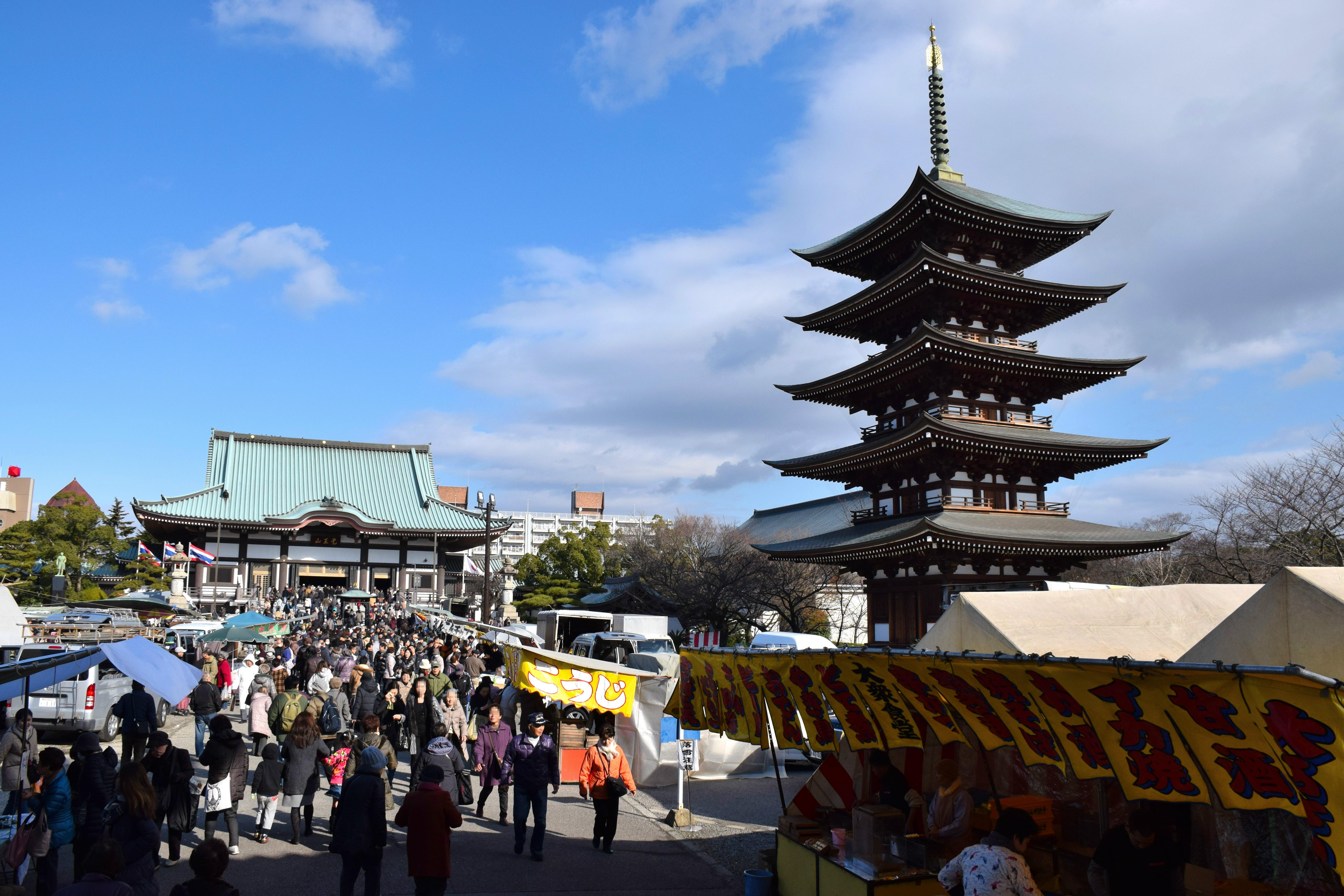
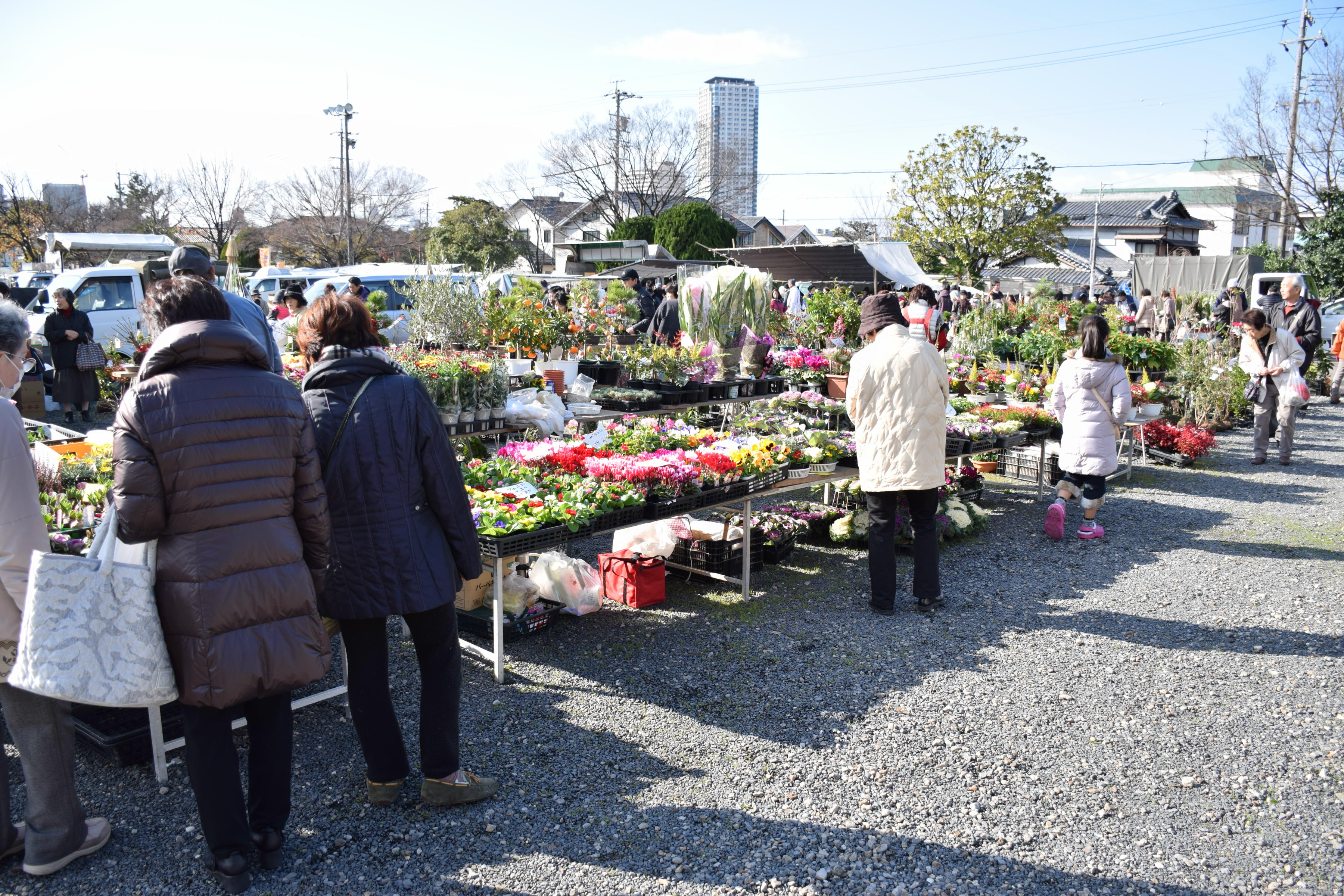

## 葬式を挙げた著名人
- 前畑秀子[新聞 2]
- 桑原幹根[新聞 2]
- 豊田喜一郎[1]
- 豊田利三郎[2]
- 西川右近[新聞 4]

## ギャラリー
- 覚王山八十八ヶ所霊場巡り

## 所在地
- 愛知県名古屋市千種区法王町1-1

## 交通手段
- 名古屋市営地下鉄東山線 覚王山駅から徒歩で約5分。

### WEB
1. ↑  “日泰寺”. 日タイ修好120周年.   外務省. 2022年12月17日閲覧。
2. 1 2  佐々木閑「仏教再発見の旅 121–129」『佐々木閑の仏教講義』第4巻、2021年12月。2022年12月17日閲覧。
3. ↑  鵜飼秀徳「国内で唯一、「お釈迦様の真骨」がある場所とは」『Yahoo!ニュース』2021年4月21日。2022年12月17日閲覧。
4. ↑  “市指定文化財”.   愛知県 (2012年10月19日). 2013年5月23日閲覧。
5. ↑  “草結庵”.   愛知県. 2013年5月23日閲覧。
6. ↑  “日泰寺奉安塔”.   愛知県. 2013年5月23日閲覧。
7. ↑  “日泰寺仏舎利奉安塔”.   名古屋市立城山中学校. 2019年12月24日閲覧。
8. 1 2 3 4 5 6 7 8 9 10 11 12 13 14 15 16 17 18 19 20  “行事”.   日泰寺. 2021年6月27日閲覧。
9. 1 2 3 4  “知ってる?タイと日本 日泰寺”.   外務省. 2021年6月27日閲覧。

### 新聞
1. 1 2  「街道を行く 103」『中日新聞』2004年12月19日、21面。
2. 1 2 3  「近ごろ覚王山は１」『中日新聞』2000年2月22日。
3. 1 2  「日泰寺に五重塔完成 600人参列 盛大に落慶法要 青空の下で稚児行列も」『中日新聞朝刊市民版』1997年4月9日、17面。
4. ↑  「右近さんしのぶ　西川流葬に1100人」『中日新聞朝刊』2021年6月13日、26面。

### 書籍
1. ↑  トヨタ自動車工業株式会社社史編集委員会 2009, p. 349.
2. ↑  トヨタ自動車工業株式会社社史編集委員会 2009, p. 350.